# Молчание (фильм, 1998)
«Молчание» (перс. سکوت‎, Сукут) — фильм иранского кинорежиссёра и сценариста Мухсина Махмальбафа, вышедший на экраны в 1998 году.

## Сюжет
Действие происходит в маленьком городке в Таджикистане. Хуршед живёт вместе с матерью в домике у реки. Хуршед слепой, отец бросил их десять лет назад. Каждый день Хуршед ездит к мастеру струнных инструментов, он работает у него настройщиком. Его путь на автобусе — это каждодневное открытие окружающего его мира, полного удивительных и красивых вещей.

## В ролях
- Хуршед Норматова
- Нодира Абдолахаева
- Саада Ташебуева
- Араз Мухаммад Шермухаммадли
- Гульбиби Зиядаллахаева